# 夏威夷州第一國會選區

選區地圖（綠色區域）

夏威夷州第一國會選區（英語：First Congressional District of Hawaii）是美國夏威夷州兩個聯邦眾議院選區之一，始於1971年。範圍包括歐胡島（和檀香山市與縣重疊）南部，是夏威夷州人口聚居的主要都會區。
2010年，原任聯邦眾議員、民主黨籍的尼爾·艾伯克倫比因競選州長而辭職。共和黨籍的周永康在補選中以39.4%的選票擊敗兩名同室操戈的民主黨候選人（一位是白人，另一位則是日裔花房若子），成為該選區近二十年來首位共和黨籍聯邦眾議員，也是美國第三位華裔聯邦眾議員。
2010年美國眾議院選舉，周被花房若子擊敗，2012年兩人二度對壘，花房若子再次當選。
隨著日裔夏威夷州資深聯邦參議員井上建的逝世，該州於2014年舉行特別選舉填補其遺缺，花房若子轉戰此席位。由於花房離開第一國會選區，民主黨內同志欲角逐其遺缺者眾，第一位正式宣布參選的是30歲的華裔檀香山市議員章培志（Stanley Chang），而周永康及前州長林格爾女士兩人則被視為共和黨內具競爭力的潛在候選人。最後由Mark Takai當選。
自2018年起該區眾議員為Ed Case。